# Nortonpijp

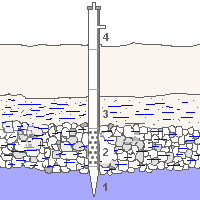
Een nortonpijp in een watervoerende laag in de grond

Een nortonpijp is een ijzeren buis met aan de onderzijde een stalen puntstuk (1) en in de wand een serie kleine gaatjes (2) die voor de aanleg van een kunstmatige waterbron zover in de grond wordt geslagen tot een watervoerende laag is bereikt. Daartoe worden stuk voor stuk een reeks van gewone pijpstukken (3) van een bepaalde lengte met behulp van een mof aan het reeds in de grond stekende gedeelte geschroefd en verder de grond ingeslagen. De nortonpijp is een Amerikaanse uitvinding uit de begin jaren 60 van de 19e eeuw. Patenthouder in Londen (Engeland) is James Lee Norton. Hij ontwikkelde ook een voorziening, waarmee de pijp in de grond kon worden geheid. Zij bestond uit een klemblok, een gewicht (een metalen cilinder met een rond gat er in voor de buis) en een katrol. Voordat een nieuw pijpstuk werd aangebracht werd onderaan het klemblok en bovenaan de katrol met schroeven vastgeklemd. Daar tussenin kwam het gewicht. Aan het gewicht was via de katrol een touw bevestigd. Door het omhoog trekken en laten vallen van het gewicht op het klemblok werd de pijp steeds verder de grond in gedreven. Door af en toe een peilstok in de pijp te laten zakken kon gecontroleerd worden of de watervoerende laag al was bereikt en hoe hoog de waterstand was. Kwelwater komt vanzelf omhoog. Wanneer de pijp te diep was geslagen, werd hij met een kelderwind onder het klemblok weer een stuk omhoog gezwengeld.
Een bron die op deze manier is aangelegd wordt nortonwel genoemd. In Engeland (en in veel andere landen) wordt dit soort bronnen ook vaak Abyssinian well genoemd, omdat ze bij de veldtocht van de Engelsen 1868 tegen Abessinië voor de verzorging van de troepen met drinkwater op grote schaal werden toegepast. In Nederland kwamen nortonwellen vanaf de jaren 70 van de 19e eeuw in zwang, vooral voor koelwater bij boerderijen. Tegenwoordig zijn nortonpijpen onder de naam ramfilter nog steeds te koop.

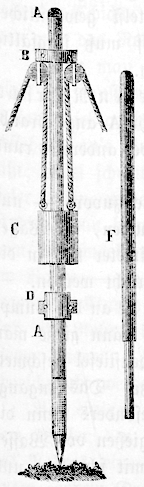
Een nortonpijp met een voorziening voor het slaan van een wel
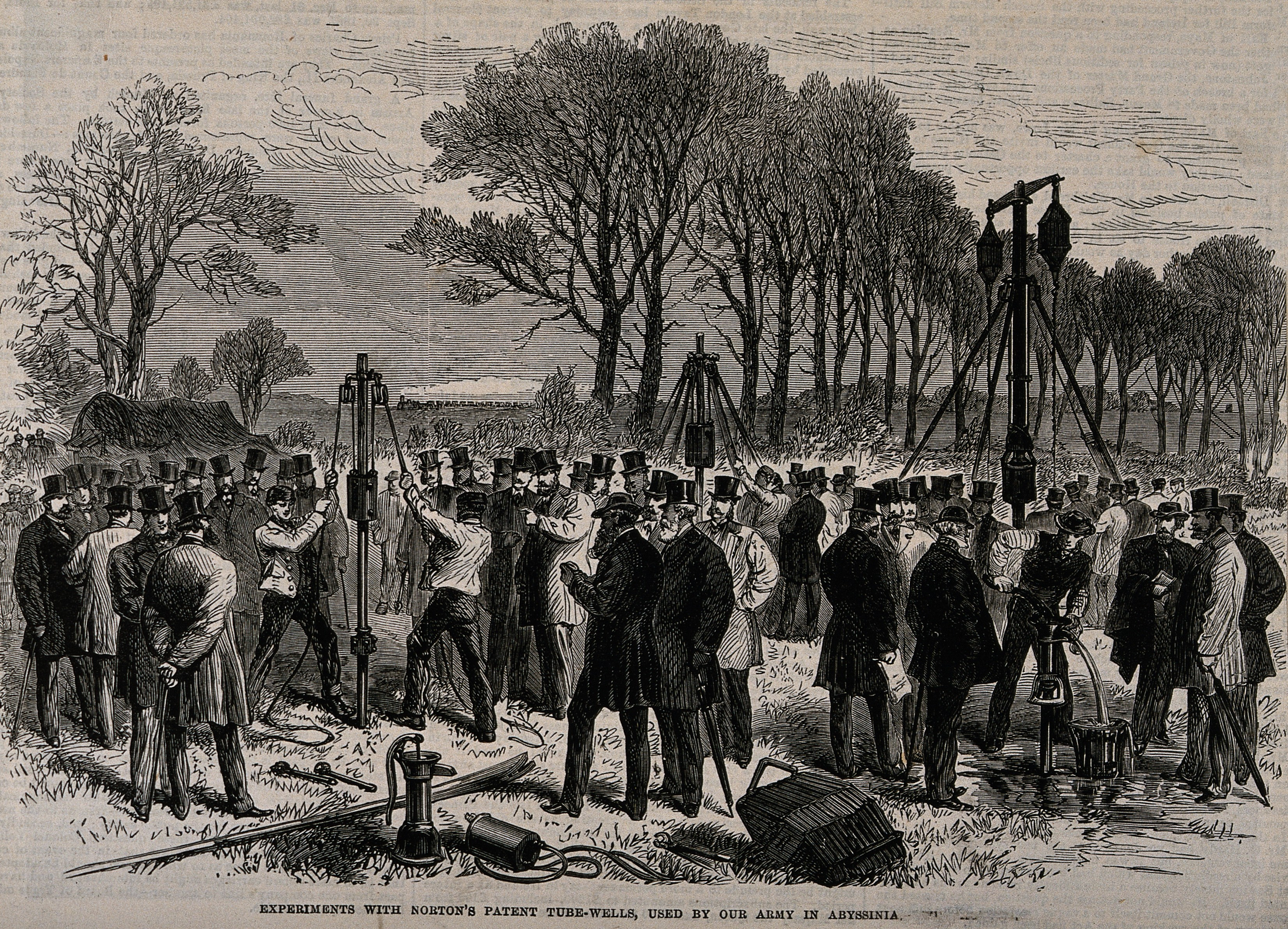
Demonstratie van het slaan van nortonwellen 1868 in Engeland
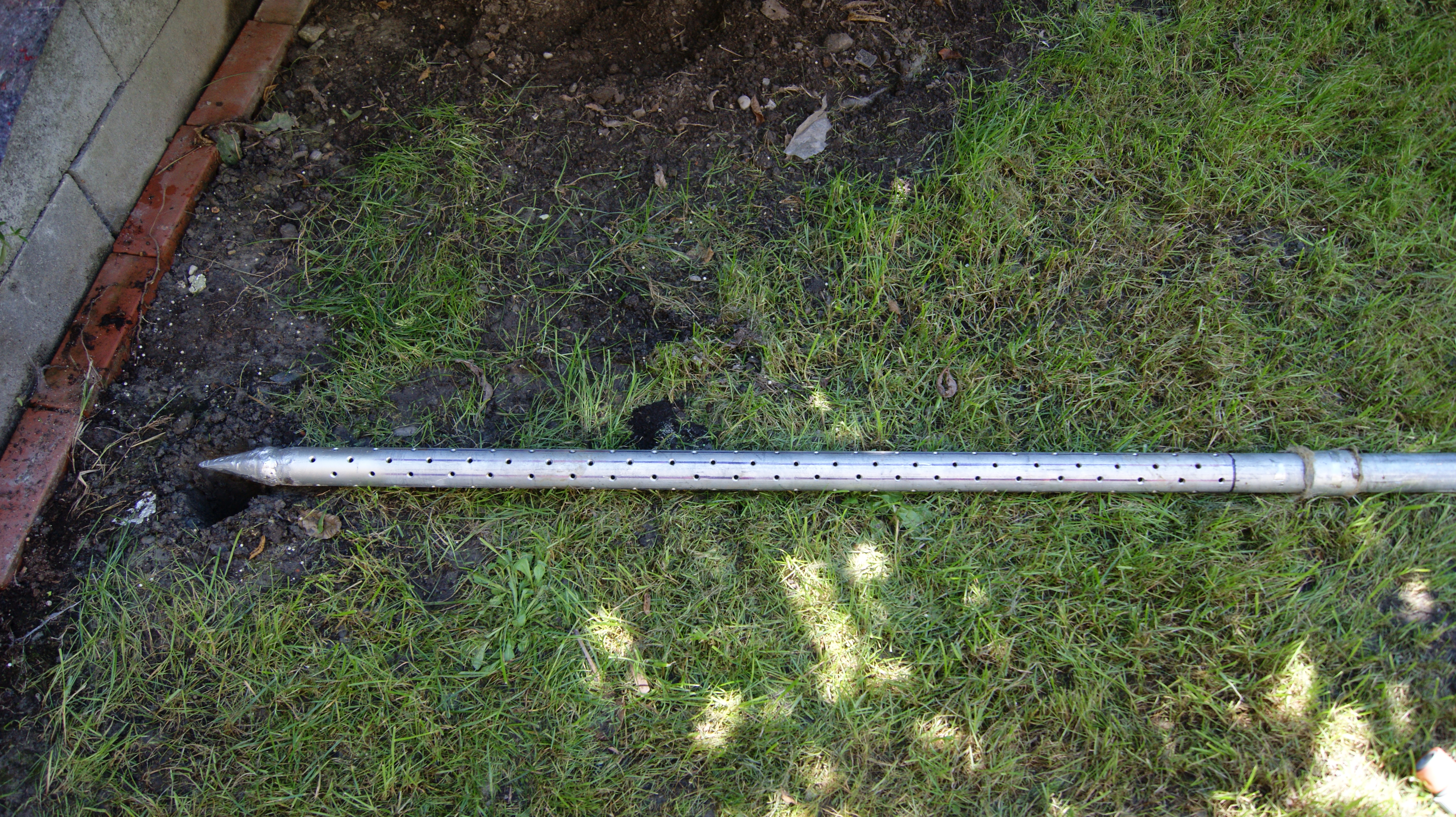
Puntstuk
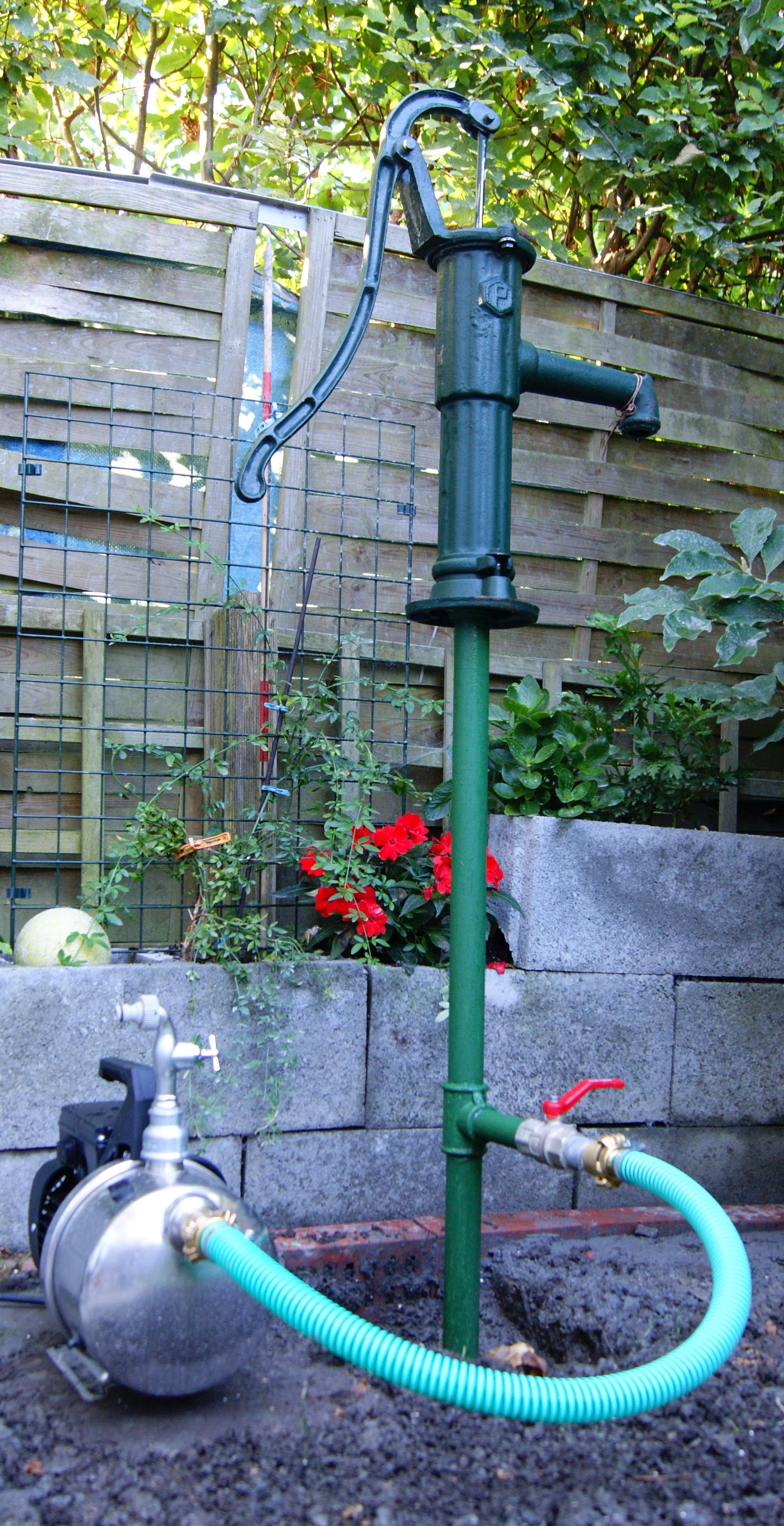
Nortonpijp